# Andira skolemora
Andira skolemora är en ärtväxtart som beskrevs av H.Kost. Andira skolemora ingår i släktet Andira och familjen ärtväxter. Inga underarter finns listade i Catalogue of Life.